# 三會站
三會站（日语：／ Mie eki */?）是位於長崎縣島原市大手原町，島原鐵道的島原鐵道線車站。

## 歷史
- 1913年（大正2年）9月24日 - 車站啟用[1]。
- 1964年（昭和39年）3月31日 - 結束貨物業務。
- 1966年（昭和41年）6月1日 - 成為業務委託車站。
- 1973年（昭和48年）2月1日 - 成為無人車站。
- 1986年（昭和61年）5月 - 新建車站大樓[2]

## 車站構造
車站是一座地面車站，設有1面2線的島式月台。月台比較狹窄。在月台上設有2張長椅。月台靠近島原一端設有站內平交道（沒有警報機和遮斷機），連接車站出入口。候車室位於站內平交道的路軌外旁。

### 月台
| 月台 | 路線        | 上下行 | 方向             | 備註 |
| ---- | ----------- | ------ | ---------------- | ---- |
| 1    | ■島原鐵道線 | 下行   | 島原、島原港方向 |      |
| 2    | ■島原鐵道線 | 上行   | 本諫早、諫早方向 |      |

## 車站周邊
車站北邊設有道路，沿路上設有較多住宅。車站東南方靠近島原新港處設有工業團地。車站後方設有國道251號，沿國道上設有便利店。
- 島原三會工業團地
- 島原市政廳 三會出張所
- 島原市立三會小學（日语：島原市立三会小学校）
- 島原市立三會中學（日语：島原市立三会中学校）
- 三會郵局

## 使用狀況
在2017年度的一年總乘車人次為8,728人，下車人次為12,450人。
以下為近年一年總乘車人次和下車人次變化。
| 年度               | 一年總 乘車人次 | 一年總 下車人次 |
| ------------------ | --------------- | --------------- |
| 2000年（平成12年） | 17,335          | 21,682          |
| 2001年（平成13年） | 19,508          | 22,607          |
| 2002年（平成14年） | 19,815          | 21,757          |
| 2003年（平成15年） | 18,208          | 22,504          |
| 2004年（平成16年） | 16,225          | 20,948          |
| 2005年（平成17年） | 17,647          | 22,045          |
| 2006年（平成18年） | 15,093          | 19,667          |
| 2007年（平成19年） | 14,335          | 17,513          |
| 2008年（平成20年） | 9,532           | 12,817          |
| 2009年（平成21年） | 8,819           | 12,179          |
| 2010年（平成22年） | 8,219           | 11,807          |
| 2011年（平成23年） | 8,678           | 11,487          |
| 2012年（平成24年） | 9,752           | 12,102          |
| 2013年（平成25年） | 9,755           | 13,168          |
| 2014年（平成26年） | 10,599          | 12,917          |
| 2015年（平成27年） | 11,202          | 13,902          |
| 2016年（平成28年） | 10,801          | 14,236          |
| 2017年（平成29年） | 8,728           | 12,450          |

## 相鄰車站
島原鐵道
■島原鐵道線
急行
通過
普通
松尾－三會－島原

## 注腳
1. ↑  「軽便鉄道運輸開始」『官報』1913年10月14日（國立國會圖書館數碼化收藏）
2. ↑  《島原鐵道100年史》島原鐵道，2008年，141頁
3. ↑  第66版（令和元年）長崎県統計年鑑 （页面存档备份，存于）（日語） - 長崎縣
4. ↑  長崎縣統計年鑑  （页面存档备份，存于）（日語），2020年9月5日參閲

## 外部連結
- 三會站 - 島原鐵道 （页面存档备份，存于）（日語）